# 福特巴赫河
51°48′53″N 8°21′49″E / 51.81472°N 8.36361°E

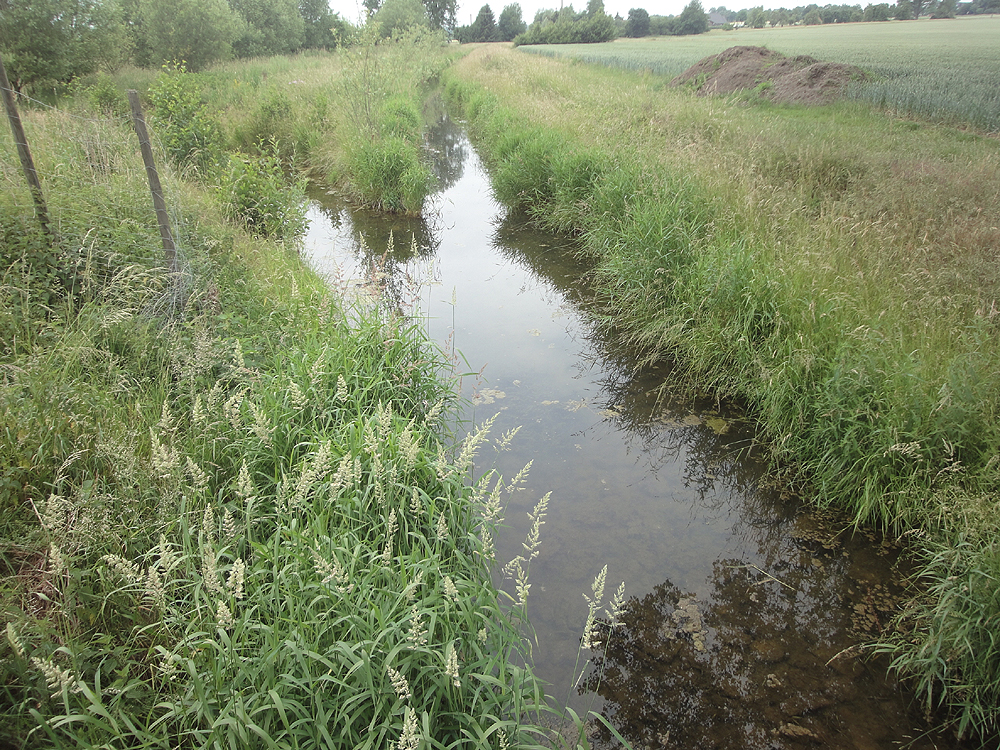
福特巴赫河

福特巴赫河（德語：Fortbach），是德國的河流，位於該國西部，流經北萊茵-威斯特法倫州，屬於格魯伯巴赫河的左支流，河道全長19.6公里，流域面積33.4平方公里。